# Lasioglossum ralunicolum
Lasioglossum ralunicolum är en biart som först beskrevs av Heinrich Friese 1909.  Lasioglossum ralunicolum ingår i släktet smalbin, och familjen vägbin. Inga underarter finns listade i Catalogue of Life.